# Hieracium lygistodon
Hieracium lygistodon es una especie de planta con flor del género Hieracium, de la familia Asteraceae, orden Asterales.

## Distribución
Hieracium lygistodon se distribuye por Islandia.

## Taxonomía
Fue descrita científicamente por Dahlst.